# Spring Hill (metropolitana di Washington)
Spring Hill è una stazione della metropolitana di Washington, situata sulla linea argento. Si trova a Tysons Corner, in Virginia (con un indirizzo di Vienna), sulla Virginia State Route 7.
È stata inaugurata il 26 luglio 2014, contestualmente all'apertura della linea argento.
La stazione è servita dal Fairfax Connector e dal Loudoun County Commuter Bus.